# II milenio
El segundo milenio comenzó el 1 de enero de 1001 d. C. y terminó el 31 de diciembre de 2000 d. C. Fue el milenio anterior y es el milenio en el que la sociedad humana más ha evolucionado desde que los primeros homínidos dejaron de ser nómadas.
Durante este milenio se producen las fechas más importantes de la historia universal: 1453, caída del Imperio Romano Oriental a los turcos; 1492, descubrimiento accidental de América por Cristóbal Colón, quien tenía la intención de llegar a las Indias; 1789, la Revolución Francesa que provocaría un drástico cambio democrático en la mayoría de países occidentales y 1945, el fin de la Segunda Guerra Mundial, el conflicto bélico más importante de la historia y que daría paso al sufragio universal, declaración de los derechos humanos y la creación de una comunidad mundial, entre otros. La Revolución Industrial de mediados del siglo XVIII supuso un antes y después en la historia humana, iniciando una serie de enormes cambios tecnológicos, demográficos, sociales y filosóficos en todo el mundo. También fue de los principales catalizadores de la "Gran Divergencia", término que describe el ascenso cultural, político y tecnológico de Europa ("Occidente") sobre el resto de civilizaciones, las cuales terminaron siendo todas en algún momento víctimas de algún tipo de colonización. Eventos como la Revolución científica (siglo XVI) la aparición del Internet (1969) cambiaron radicalmente la forma de vida de los humanos con respectos a sus contrapartes de unos pocos siglos atrás.
En Europa, la primera mitad del milenio se caracterizó por el fin del feudalismo tras la devastadora Peste Negra y Crisis del siglo XIV para dar paso a Estados más centralizados y de carácter absolutista. El fin de comercio con Oriente (caída de Constantinopla) y los diversos cambios sociales y económicos resultaron en la Era de los Descubrimientos y el auge de los primeros Imperios Coloniales en el Nuevo Mundo, periodo en el que la humanidad exploró por primera vez la totalidad del planeta. En Asia, destaca la expansión del Imperio Mongol y sus devastadores efectos en China y el Mundo Islámico.
En la segunda mitad del milenio se ampliaron significativamente los conocimientos en todos los campos científicos: la física gracias a Galileo, Copérnico, Newton o Einstein; la biología con Pasteur, Hooke o Darwin; la astronomía, gracias al ya mencionado Galileo, Kepler o Edmund Halley. Gracias a estos avances durante finales del milenio se consiguió que el hombre pisara por primera vez la Luna (1969), conocido también como Revolución Espacial. También fue un periodo de revoluciones ideológicas tales como la Reforma Protestante (siglo XVI) o la Ilustración (siglo XVIII). Se dieron los primeros pasos de globalización y los conflictos bélicos fueron progresivamente aumentando de escala y magnitud, finalmente culminando en Guerras Mundiales. La política mundial se verá dominada por Francia e Inglaterra (luego transformado en el Reino Unido), quienes se enfrentaron durante la mayor parte del milenio (desde la Conquista Normanda de 1066 hasta el Congreso de Viena de 1815).
Los últimos dos siglos del milenio fueron el periodo más transformadores de toda la historia humana. Se dio una Industrialización e Urbanización sin precedentes y se puso fin a los antiguos regímenes monárquicos que habían dominado a la mayoría de la humanidad desde hacía varios milenios para entrar a una nueva era de Liberalismo, Nacionalismo y Democracia en la mayoría del mundo. La Segunda Revolución Industrial trajo el mayor boom tecnológico de la historia, el cual se aceleró dramáticamente en el siglo XX. En dicho siglo, solo se necesitaron 66 años para pasar del primer vuelo en avión (1903) a la llegada a la Luna (1969). Por último se dio la Globalización, gracias a la cual gran parte de la humanidad quedó conectada entre sí de una forma nunca antes vista.

## Acontecimientos
- 1054 — Gran Cisma Cristiano
- 1096-1291 — Cruzadas en Oriente Próximo
- 1206-1405 — Imperio Mongol, el imperio terrestre más grande de la historia.
- Invasiones mongolas
- 1325-1521 — Imperio Azteca.
- 1337-1453 — Guerra de los Cien Años entre Francia e Inglaterra.
- 1346-1353 — Peste Negra; mata al 30–60% de la población de Europa.
- 1368-1644 — Dinastía Ming.
- 1438-1532 — Imperio Inca.
- 1453 — Caída de Constantinopla, fin del Imperio Bizantino; fin de la Edad Media e inicio de la Edad Moderna.
- Invención de la imprenta y publicación de la Biblia de Gutenberg.
- Hegemonía europea del Reino de Francia.
- 1492 — Descubrimiento de América
- Colonización europea de América
- 1519-1522 — Circunnavegación del mundo por Magallanes y Elcano.
- 1521 — Martín Lutero es declarado prófugo en la Dieta de Worms, inicio de la Reforma Protestante.
- 1545-1563 — Concilio de Trento.
- 1590-1640 — España, Siglo de Oro.
- 1603-1867 — Japón, Dinastía Tokugawa.
- 1618-1648 — Guerra de los Treinta Años, cúspide de los conflictos religiosos.
- 1644-1912 — Dinastía Qing, última dinastía del Imperio Chino.
- 1701-1714 — Guerra de Sucesión Española, que escala a un masivo conflicto europeo.
- Auge de la Ilustración.
- 1750-1840 — Primera Revolución Industrial.
- Inician las Revoluciones Atlánticas.
- 1789 — Revolución francesa
- 1799-1815 — Periodo Napoleónico
- 1810-1824 — Hispanoamérica. Guerra de independencia de las colonias españolas.
- 1815 — Congreso de Viena; restablecimiento del Antiguo Régimen.
- Hegemonía global de Reino Unido.
- Pax Britannica.
- Imperialismo occidental en Asia.
- 1848 — Año de las revoluciones.
- 1853-1856 — Guerra de Crimea, primera guerra moderna.
- 1869 — Canal de Suez.
- 1869-1870 — Concilio Vaticano I.
- 1870-1871 — Guerra Franco-prusiana. Unificación de Alemana e Italia.
- 1880-1914 — Segunda Revolución Industrial.
- 1884 — Reparto de África.
- 1885: Última pandemia de la peste bubónica (Asia).
- 1896 — Primeros Juegos Olímpicos de la era moderna.
- Aviación.
- 1912 — Fin del Imperio Chino
- 1914-1918 — Primera Guerra Mundial
- 1917 — Revolución rusa
- Invención de los plásticos.
- Auge del Fascismo.
- 1939-1945 — Segunda Guerra Mundial
- 1947-1991 — Guerra Fría
- Desarrollo de las armas nucleares.
- URSS — Salida al espacio exterior. Sputnik I.
- 1969 — Llegada del hombre a la Luna
- 1969-1991 — Nacimiento de Internet.
- Hegemonía global de los Estados Unidos de América
- 1995: Estreno de Toy Story, la primera película de animación por computadora de la historia
- 1997 — Clonación de seres vivos adultos.(Noticia de la Oveja Dolly).
- 2000 — Cambio de unidad de millar por primera vez desde el año 1000. Fin del siglo XX y del II Milenio.
- 2000 —Jubileo de la Iglesia Católica por el fin del segundo milenio.

### Problemas mundiales
- Guerras
- Epidemias
- Hambruna
- Revoluciones
- Discriminación
- Bandolerismo
- Piratería
- Conflictos sociales
- Explotación laboral

## Personas relevantes
- Bizancio — (1000-1058), Miguel I Cerulario: Provoca el cisma de Oriente (1054).
- Inglaterra — (1002-1066), Eduardo III el Confesor.
- Normandos — (1015-1085), Roberto Guiscardo: Consiguió el control de casi toda Italia.
- Reino de León — (1017-1037), Bermudo III de León.
- Castilla — (¿1016?-1065), Fernando I de Castilla: primer rey de Castilla.
- Normandos — (1020-1074), Svend II.
- Normandos/Inglaterra — (1020-1066), Haroldo II: Derrotado por el normando Guillermo el Conquistador.
- Normandos — (1027-1087), Guillermo el Conquistador.
- Normandos — (1031-1101), Roger I de Foix: Se apodera de Sicilia. Hermano de Roberto de Hauteville.
- Normandos — (1035-1042), Canuto III.
- España/Castilla y León — (1040-1109), Alfonso VI de León y Castilla.
- Reino de Galicia — (1050-1107), Raimundo de Borgoña.
- Francia — (1052-1105), Raimundo IV de Tolosa: Primera Cruzada.
- Bizancio — (1048-1118), Alejo I Comneno.
- Roma — (1049-1054), Papa León IX.
- Normandos — (1050-1111), Bohemundo.
- Alemania — (1056-1106), Enrique IV de Franconia: Combatió a Gregorio VII.
- Roma — (1059-1061), Papa Nicolás II.
- Normandos — (1061-1100), Godofredo de Bouillón: Primera Cruzada.
- Normandos — (1072-1112), Tancredo.
- Roma — (1073-1085), Papa Gregorio VII: Llevó a cabo una reforma de la Iglesia.
- Aragón — (1073-1134), Alfonso I de Aragón.
- Francia — (1081-1137), Luis VI de Francia.
- Alemania — (1093-1152), Conrado III de Alemania: Segunda Cruzada.
- Normandos — (1095-1154), Roger II: Fue coronado rey de Sicilia en 1113.
- Normandos — (1100-1118), Balduino I de Jerusalén: Primera Cruzada. Hermano de Godofredo.
- Reino de Galicia — (1105-1157), Alfonso VII: Rey de Galicia, León y Castilla.
- Inglaterra — (1118-1170), Thomas Becket: Arzobispo de Canterbury.
- Francia — (1119-1180), Luis VII de Francia: Segunda Cruzada.
- Alemania — (1152-1190), Federico I Barbarroja.
- Islam — (1126-1198), Averroes.
- Aragón — (1131-1162), Ramón Berenguer IV: Conde de Barcelona.
- Egipto, Siria — (1137-1193), Saladino.
- Italia — (1150-1207), Bonifacio de Montferrato: Cuarta Cruzada.
- Inglaterra — (1154-1189), Enrique II.
- Bizancio — (1155-1204), Isaac II Angel.
- Castilla — (1155-1214), Alfonso VIII de Castilla.
- Reino de León — (1157-1188), Fernando II de León.
- Inglaterra — (1157-1199), Ricardo I Corazón de León: Tercera Cruzada.
- Mongolia — (1162-1227), Gengis Kan.
- Francia — (1165-1223), Felipe II Augusto: Tercera Cruzada.
- Hungría — (1175-1235), Andrés II de Hungría: Quinta Cruzada.
- Italia — (1181-1226), San Francisco de Asís
- Alemania — (1194-1250), Federico II de Suabia.
- Roma — (1198-1216), Papa Inocencio III.
- Inglaterra — (1199-1216), Juan Sin Tierra.
- España/Castilla — (1199-1252), Fernando III de Castilla.
- Navarra — (1200-1253), Teobaldo I de Navarra: Sexta Cruzada.
- España/Reino nazarí de Granada — (1203-1273), Mohamed I, primer emir de Granada.
- España/Aragón — (1208-1276), Jaime I el Conquistador.
- Francia — (1214-1270), Luis IX el Santo: Séptima Cruzada y Octava Cruzada.
- Roma — (1216-1227), Papa Honorio III: Promueve la Quinta Cruzada.
- Inglaterra — (1216-1272), Enrique III de Inglaterra.
- Castilla — (1221-1284), Alfonso X El Sabio.
- Bizancio — (1224-1282), Miguel VIII Paleólogo.
- Roma — (1226-1241), Papa Gregorio IX: Sexta Cruzada.
- Francia — (1226-1285), Carlos I de Anjou: Hermano de Luis IX el Santo.
- Italia — (1224-1274), Santo Tomás de Aquino.
- Mongolia — (1227-1241), Ogodei: Tercer hijo de Gengis Kan.
- Inglaterra — (1239-1307), Eduardo I Plantagenet: Incorporó el País de Gales.
- Venecia — (1254-1324), Marco Polo.
- Aragón — (1265-1291), Alfonso III de Aragón.
- Francia — (1268-1314), Felipe IV de Francia el Hermoso: Sometió al papado. Solo Dios estaba por encima del rey.
- Alemania — (1275-1313), Enrique VII de Luxemburgo.
- Inglaterra — (1284-1327), Eduardo II.
- Alemania — (1286-1347), Luis IV de Baviera.
- Italia — (1290-1343), Marsilio de Padua.
- Italia — (1304-1374), Francesco Petrarca.
- Inglaterra — (1312-1377), Eduardo III de Inglaterra.
- Mongolia — (1313-1342), Ozbeg: Abrazó la religión islámica.
- Roma — (1316-1334), Papa Juan XXII.
- Alemania — (1316-1378), Carlos IV de Luxemburgo.
- Mongolia — (1342-1357), Jani Beg: Sucesor de Ozbeg.
- Inglaterra — (1377-1399), Ricardo II de Inglaterra.
- Italia — (1377-1446), Filippo Brunelleschi.
- Italia — (1386-1466), Donatello.
- Portugal — (1394-1460), Enrique el Navegante.
- España/Aragón — (1396-1458), Alfonso V de Aragón.
- Alemania — (1397-1439), Alberto II de Habsburgo.
- España/Aragón — (1398-1479), Juan II de Aragón.
- Inglaterra — (1399-1413), Enrique IV de Inglaterra.
- Alemania — (1400-1468), Johannes Gutenberg.
- Francia — (1412-1431), Juana de Arco: Fue el símbolo de la insurrección popular contra los ingleses. 22 años después de su muerte, en 1453, los ingleses fueron expulsados de territorio francés, con excepción de Calais.
- Italia — (1416-1492), Piero della Francesca.
- Inglaterra — (1422-1461), Enrique VI de Inglaterra: Expulsión de los ingleses del continente.
- Francia — (1422-1461), Carlos VII: Reinstauración de la unidad política.
- Castilla — (1425-1474), Enrique IV de Castilla.
- Portugal — (1432-1481), Alfonso V de Portugal.
- Italia — (1435-1488), Andrea del Verrocchio.
- España — (1444-1522), Antonio de Nebrija.
- Italia — (1444-1510), Sandro Botticelli.
- Florencia — (1449-1492), Lorenzo de Médicis.
- Italia — (1450-1499)), Juan Caboto: Al servicio de Inglaterra, exploró la cuenca del San Lorenzo.
- España/Castilla — (1451-1504), Isabel I de Castilla.
- Bizancio — (1451-1481), Mahomet II el Conquistador: Conquista Constantinopla, con lo que empezó el Imperio otomano.
- ¿España? — (1451-1506), Cristóbal Colón.
- España/Aragón — (1452-1516), Fernando II de Aragón.
- Italia — (1452-1519), Leonardo da Vinci.
- Portugal — (1453-1515), Afonso de Albuquerque, virrey de Goa.
- Roma — (1455-1458), Calixto III.
- Francia — (1461-1483), Luis XI de Francia.
- Portugal — (1467-1520), Pedro Álvares Cabral.
- Países Bajos — (1467-1536), Erasmo de Róterdam.
- España — (1468-1548), Juan de Zumárraga, primer arzobispo de México y protector de los indios.
- Portugal — (1469-1521), Manuel I de Portugal el Afortunado: Rey de Portugal.
- Portugal — (1469-1524), Vasco da Gama.
- Italia — (1469-1527), Nicolás Maquiavelo.
- Polonia — (1473-1543), Nicolás Copérnico.
- Italia — (1474-1533), Ludovico Ariosto.
- México — (1474-1548) Juan Diego Cuauhtlatoatzin, testigo de la aparición de la Virgen de Guadalupe.
- Italia — (1475-1564), Miguel Ángel Buonarroti.
- España — (1476-1526), Juan Sebastián Elcano: A bordo de la Victoria, única nave superviviente, terminó en España su primer viaje de circunnavegación al mundo.
- Italia — (1477-1576), Tiziano Vecellio.
- España — (1480-1521), Fernando de Magallanes: Oficial portugués.
- Francia — (1483-1498), Carlos VIII de Francia.
- Italia — (1483-1520), Rafael Sanzio.
- Alemania — (1483-1546), Martín Lutero.
- Mongolia — (1486-1530), Baber: Funda el Imperio mongol del noroeste de la India.
- Suiza — (1484-1531), Ulrico Zuinglio.
- Inglaterra — (1485-1509), Enrique VII de Inglaterra Tudor.
- Italia — (1486-1528), Giovanni da Verrazzano: Al servicio de Francia, llevó a cabo la exploración de Nueva Francia.
- Inglaterra — (1491-1547), Enrique VIII de Inglaterra: El rey como jefe único y supremo, sobre la Tierra, de la Iglesia de Inglaterra.
- Francia — (1491-1557), Jacques Cartier: Llevó a cabo la exploración de Nueva Francia.
- Roma — (1492-1503), Papa Alejandro VI Borgia: Se ocupa demasiado ostensiblemente de sus hijos.
- Suiza — (1493-1541), Paracelso.
- Francia — (1494-1553), Françoise Rabelais.
- Francia — (1498-1515), Luis XII de Francia.
- Alemania/España, (1500-1558), Carlos V del Sacro Imperio romano Germánico/Carlos I de España: Fue el último emperador sacro romano coronado por un Papa.
- Inglaterra — (1501/07-1536), Ana Bolena. Primera Reina inglesa en ser decapitada.
- Roma — (1503-1513), Papa Julio II.
- España — (1503-1536), Garcilaso de la Vega.
- Francia — (1509-1564), Juan Calvino.
- Roma — (1513-1521), Papa León X.
- Francia — (1515-1547), Francisco I de Francia.
- España — (1515-1582), Santa Teresa de Jesús.
- Inglaterra — (1516-1558), María I de Inglaterra.
- Italia — (1518-1594), Tintoretto.
- Francia — (1519-1559), Enrique II de Francia.
- Florencia — (1519-1589), Catalina de Médici. Reina consorte y Regente de Francia.
- Suecia (1523-1560), Gustavo I Vasa: Aceptó la religión luterana y confiscó los bienes al clero y de la alta nobleza.
- Portugal — (1524-1580), Luis Vaz de Camoens.
- España — (1526-1588), Álvaro de Bazán.
- España — (1527-1598), Felipe II.
- Inglaterra — (1533-1603), Isabel I de Inglaterra.
- Países Bajos — (1533-1584), Guillermo I de Orange, el Taciturno: Dirige la independencia neerlandesa.
- Francia — (1533-1592), Michel Eyquemde Montaigne.
- Mongolia — (1542-1605), Akbar el Grande: Nieto de Baber.
- Italia — (1544-1595), Torquato Tasso.
- España — (1545-1578), Juan de Austria, hijo natural de Carlos I de España.
- España — (1545-1592), Alejandro Farnesio (duque de Parma).
- España — (1547-1616), Miguel de Cervantes Saavedra.
- España — (1550-1615), Alonso Pérez de Guzmán (VII duque de Medina Sidonia).
- Italia — (1548-1600), Giordano Bruno.
- España — (1552-1623), Duque de Lerma.
- Escocia — (1553-1558), María I Estuardo: Reina de Escocia.
- Francia/Navarra — (1553-1610), Enrique IV de Francia.
- Inglaterra — (1558-1603), Isabel I de Inglaterra.
- España — (1562-1635), Lope de Vega Carpio.
- Inglaterra — (1564-1616), William Shakespeare.
- Francia — (1574-1589), Enrique III de Francia.
- Países Bajos — (1577-1640), Pedro Pablo Rubens.
- España — (1578-1621), Felipe III de España.
- Francia — (1585-1642), Armand-Jean du Plessis, duque de Richelieu.
- España — (1587-1645), Conde-Duque de Olivares.
- Francia — (1589-1610), Enrique IV de Francia.
- Bélgica — (1593-1678), Jacob Jordaens.
- Suecia — (1594-1632), Gustavo II de Suecia: Consiguió extensos territorios en las costas meridionales y orientales del mar Báltico.
- Francia — (1596-1650), René Descartes.
- Inglaterra — (1599-1658), Oliver Cromwell.
- España — (1599-1660), Diego Rodríguez de Silva y Velázquez.
- España — (1602-1664), Gaspar Alonso Pérez de Guzmán.
- Francia — (1602-1661), Giulio Mazarino.
- España — (1605-1665), Felipe IV de España.
- Países Bajos — (1606-1669), Rembrandt Harmenszoon van Rijn.
- España — (1607-1681), Juan Everardo Nithard.
- Inglaterra — (1608-1674), John Milton.
- Francia — (1610-1643), Luis XIII de Francia: Regencia entre 1610 y 1617.
- Francia — (1621-1695), Jean de La Fontaine.
- Francia — (1622-1673), Molière.
- Francia — (1623-1662), Blaise Pascal.
- Inglaterra — (1625-1649), Carlos I de Inglaterra: Decapitado.
- Países Bajos — (1625-1672), Jan de Witt.
- Francia — (1625-1709), Thomas Corneille.
- Países Bajos — (1626-1650), Guillermo II de Orange.
- España — (1634-1696), Mariana de Austria.
- Francia — (1639-1699), Jean Racine.
- Francia — (1643-1715), Luis XIV de Francia.
- Inglaterra — (1643-1727), Isaac Newton.
- Inglaterra/Países Bajos — (1650-1702), Guillermo III de Orange.
- Suecia — (1654-1660), Carlos X Gustavo de Suecia.
- China — (1654-1722), Kangxi.
- Inglaterra — (1660-1685), Carlos II de Inglaterra: Hijo del monarca decapitado.
- España — (1661-1700), Carlos II de España.
- España — (1666-1736), José Patiño Rosales.
- Rusia — (1682-1725), Pedro I el Grande.
- España — (1683-1746), Felipe V de España.
- Inglaterra — (1685-1688), Jacobo II de Inglaterra.
- Roma — (1700-1721), Clemente IX.
- España — (1702-1781), Marqués de la Ensenada.
- Inglaterra/Escocia — (1702-1714), Ana I Estuardo: Fusión entre Escocia e Inglaterra. Desde entonces, la historia de Escocia e Inglaterra se convirtieron en la historia del Reino Unido.
- Estados Unidos — (1706-1790), Benjamin Franklin. Propone la unificación y la formación de un gobierno central.
- España — (1713-1759), Fernando VI de España.
- Francia — (1715-1774), Luis XV de Francia.
- España — (1716-1788), Carlos III de España.
- España — (1718-1798), Conde de Aranda.
- Canadá Estados Unidos — (1720-1769), Pontiac, caudillo ottawa, llamado por sus adversarios Satán del paraíso de los bosques.
- China — (1723-1735), Yong-tcheng.
- España — (1728-1808), Conde de Floridablanca.
- Estados Unidos — (1732-1799), George Washington.
- Reino Unido — (1736-1819), James Watt: Perfecciona la máquina de vapor.
- Prusia — (1740-1786), Federico II el Grande.
- Estados Unidos — (1743-1826), Thomas Jefferson. Elabora la Declaración de Independencia.
- Países Bajos — (1747-1751), Guillermo IV de Orange-Nassau.
- España — (1748-1819), Carlos IV de España.
- Venezuela — (1750-1816), Francisco de Miranda.
- España — (1751-1819), María Luisa de Parma.
- Países Bajos — (1751-1795), Guillermo V de Orange-Nassau.
- Francia — (1754-1793), Luis XVI de Francia.
- Francia — (1755-1793), María Antonieta de Austria. Reina consorte de Francia.
- Francia — (1754-1838), Carles-Maurice de Talleyrand.
- Francia — (1755-1824), Luis XVIII de Francia.
- Francia — (1757-1834), Marie-Joseph -Paul Motier marqués de Lafayette.
- Francia — (1757-1836), Carlos X de Francia.
- Francia — (1758-1794), Maximilien-Françoise -Isidore de Robespierre.
- Estados Unidos — (1758-1831), James Monroe.
- Suecia — (1761-1792), Gustavo III de Suecia.
- Rusia — (1762-1796), Catalina II la Grande.
- Alemania — (1765-1790), José II de Habsburgo.
- España — (1767-1851), Manuel Godoy.
- España — (1768-1844), José I de España.
- Austria — (1768-1835), Francisco I de Austria.
- Francia — (1769-1821), Napoleón Bonaparte.
- Prusia — (1770-1840), Federico Guillermo III de Prusia.
- Países Bajos — (1772-1843), Guillermo I de los Países Bajos.
- Francia — (1773-1850), Luis Felipe de Orleans.
- Austria — (1773-1859), Klemens Wenzel Lothar, príncipe de Metternich Klemens von Metternich.
- Rusia — (1777-1825), Alejandro I de Rusia.
- Argentina  — (1778-1850), José de San Martín.
- Francia — (1779-1844), Luis Bonaparte.
- Perú — (1780), Túpac Amaru II.
- Venezuela — (1781-1865) Andrés Bello.
- Venezuela — (1783-1830), Simón Bolívar.
- España — (1783-1853), Rafael Maroto.
- España — (1784-1823), Rafael de Riego.
- España — (1784-1833), Fernando VII de España.
- Reino Unido — (1784-1865), Henry John Temple, vizconde de Palmerston.
- España — (1788-1855), Carlos María Isidro de Borbón.
- Reino Unido — (1788-1850), Robert Peel.
- España — (1790-1853), Juan Álvarez Mendizábal.
- Bélgica — (1790-1865), Leopoldo I de Bélgica.
- España — (1793-1879), Baldomero Espartero.
- Venezuela — (1795-1855), Antonio José de Sucre.
- Rusia — (1796-1855), Nicolás I de Rusia.
- Alemania — (1797-1888) Guillermo I Hohenzollern.
- Alemania — (1798-1884), August Hoffmann von Fallersleben.
- España — (1800-1868), Ramón María Narváez y Campos.
- Reino Unido — (1804-1881), Benjamin Disraeli.
- Italia — (1805-1872), Giuseppe Mazzini.
- España — (1806-1878), María Cristina de Borbón.
- México — (1806-1872), Benito Juárez.
- Estados Unidos — (1807-1870), Robert E. Lee.
- Italia — (1807-1882), Giuseppe Garibaldi.
- Francia — (1808-1873), Napoleón III de Francia.
- España — (1809-1867), Leopoldo O'Donnell.
- Estados Unidos — (1809-1865), Abraham Lincoln.
- Reino Unido — (1809-1898), William Ewart Gladstone.
- Italia — (1810-1861), Camilo Benso.
- Polonia — (1819-1849), Frédéric Chopin.
- España — (1810-1895), Francisco Serrano y Domínguez.
- España — (1811-1871), Luis González Bravo.
- España — (1814-1870), Juan Prim.
- Alemania — (1815-1898), Otto von Bismarck.
- Rusia — (1818-1881), Alejandro II Nicolaievich.
- Alemania — (1818-1883), Karl Marx.
- España — (1819-1882), Estanislao Figueras y Moragas.
- Reino Unido — (1819-1901), Victoria I del Reino Unido.
- Estados Unidos — (1820-1891), William Tecumseh Sherman.
- Estados Unidos — (1822-1885), Ulysses Simpson Grant.
- España — (1824-1901), Francisco Pi y Margall.
- Sudáfrica Transvaal — (1825-1904), Stephanus Johannes Paulus Kruger.
- España — (1825-1903), Práxedes Mateo Sagasta.
- España — (1827-1895), Manuel Pavía.
- España — (1828-1897), Antonio Cánovas del Castillo.
- España — (1830-1904), Isabel II de España.
- Egipto — (1830-1895), Ismail.
- Austria — (1830-1916), Francisco José I.
- España — (1831-1900), Arsenio Martínez-Campos Antón.
- Bélgica — (1831-1865), Leopoldo I de Bélgica.
- España — (1832-1899), Emilio Castelar y Ripoll.
- México — (1832-1867), Maximiliano I de México.
- España — (1833-1895), Manuel Ruiz Zorrilla.
- España — (1836-1870), Gustavo Adolfo Bécquer.
- Reino Unido — (1836-1914), Joseph Chamberlain.
- España — (1837-1908), Nicolás Salmerón.
- Alemania — (1840-1913), Ferdinand August Bebel.
- Francia — (1841-1929), Georges Clemenceau.
- Turquía — (1842-1918), Abd ul-Hamid II.
- Estados Unidos — (1843-1901), William McKinley.
- España — (1845-1890), Amadeo I de España.
- España — (1845-1905), Francisco Silvela.
- Rusia — (1845-1894), Alejandro III Alejandrovich.
- Roma — (1846-1878), Papa Pío IX.
- España — (1846-1911), Joaquín Costa.
- Alemania — (1847-1934), Paul von Beneckendorff Hindenburg.
- España/Cuba — (1848-1896), Antonio Maceo.
- España — (1848-1905), Raimundo Fernández Villaverde.
- España — (1850-1925), Pablo Iglesias.
- Japón — (1852-1912), Mutsuhito.
- España — (1853-1925), Antonio Maura.
- Zimbabue — (1853-1902), Cecil Rhodes.
- España — (1854-1912), José Canalejas.
- España — (1857-1885), Alfonso XII de España.
- España/Cataluña — (1859-1933), Francesc Macià.
- Francia — (1859-1914), Jean Jaurès, constituyó la Liga de los Derechos del Hombre.
- Francia — (1859-1935), Alfred Dreyfus.
- Alemania — (1859-1941), Guillermo II Hohenzollern.
- España — (1864-1936), Melquíades Álvarez.
- España — (1864-1949), Alejandro Lerroux.
- Rusia — (1868-1918), Nicolás II.
- Italia — (1869-1947), Víctor Manuel III.
- España — (1869-1946), Francisco Largo Caballero.
- España — (1870-1940), Julián Besteiro.
- España — (1870-1930), Miguel Primo de Rivera.
- Rusia — (1870-1924), Vladímir Lenin.
- España — (1872-1936), José Sanjurjo.
- Irlanda — (1872-1922), Arthur Griffith, creador del Sinn Féin ("Nosotros Mismos" y no "nosotros solos").
- Italia — (1876-1958), Pío XII.
- España — (1876-1947), Francesc Cambó.
- Alemania — (1876-1967), Konrad Adenauer.
- España — (1877-1949), Niceto Alcalá Zamora.
- Unión Soviética — (1879-1940), Lev Davidovich Trotski.
- Unión Soviética — (1879-1953), Josif Dzugasvili Stalin.
- Alemania — (1879-1955), Albert Einstein.
- España — (1880-1940), Manuel Azaña.
- Arabia Saudita — (1880-1953), Ibn Saud.
- Estados Unidos — (1880-1959), George Marshall.
- Estados Unidos — (1880-1964), Douglas MacArthur.
- Turquía — (1881-1938), Mustafá Kemal.
- Estados Unidos — (1881-1964), Henry Maitland Wilson.
- Estados Unidos — (1882-1945), Franklin Delano Roosevelt.
- España/Cataluña — (1882-1940), Lluís Companys.
- España — (1883-1962), Indalecio Prieto.
- Italia — (1883-1945), Benito Mussolini.
- España/Galicia — (1884-1950), Santiago Casares Quiroga.
- Estados Unidos — (1884-1972), Harry Truman.
- Estados Unidos — (1885-1945), George Patton.
- España — (1886-1941), Alfonso XIII de España.
- China — (1886-1925), Sun Yat-sen.
- España — (1887-1937), Emilio Mola.
- China — (1887-1975), Chiang Kai-shek.
- Reino Unido — (1887-1976), Bernard Law Montgomery.
- Austria — (1889-1945), Adolf Hitler.
- Estados Unidos — (1890-1969), Dwight David Eisenhower.
- Vietnam — (1890-1969), Hồ Chí Minh.
- Francia — (1890-1970), Charles de Gaulle.
- Alemania — (1891-1944), Erwin Rommel.
- Alemania — (1891-1980), Karl Dönitz.
- España — (1892-1975), Francisco Franco.
- España — (1893-1936), José Calvo Sotelo.
- Alemania — (1893-1946), Joachim von Ribbentrop.
- Alemania — (1893-1946), Alfred Rosenberg.
- Alemania — (1893-1946), Hermann Wilhelm Göring.
- China — (1893-1976), Mao Zedong.
- España — (1896-1942), José Díaz Ramos.
- España — (1896-1936), Buenaventura Durruti.
- Unión Soviética — (1896-1974), Georgij Konstantinovich Zhúkov.
- Alemania — (1897-1945), Paul Joseph Goebbels.
- España — (1898-1980), José María Gil-Robles y Quiñones.
- China — (1898-1974), Liu Shao-chi.
- China — (1898-1976), Zhou Enlai.
- Cuba — (1901-1973), Fulgencio Batista y Zaldivar.
- España — (1901-2003), Ramón Serrano Súñer.
- Japón — (1901-1989), Hirohito.
- España — (1903-1936), José Antonio Primo de Rivera.
- España — (1903-1973), Luis Carrero Blanco.
- España — (1905-1994), Federica Montseny.
- España — (1905-1936), Ramiro Ledesma Ramos.
- España — (1905-1936), Onésimo Redondo.
- España — (1907-1995), Enrique Líster.
- Chile — (1908-1973), Salvador Allende.
- España — (1908-1989), Carlos Arias Navarro.
- China — (1908-1971), Lin Piao.
- Skopie-Macedonia (1910- 1997), Teresa de Calcuta Agnes Gonxha Bojaxhiu.
- España — (1915-2012), Santiago Carrillo.
- Egipto — (1918-1970), Gamal Abdel Nasser.
- Argentina — (1919-1952) María Eva Duarte de Perón
- Egipto — (1918-1981), Anwar el-Sadat.
- España/Galicia — (1922-2012), Manuel Fraga Iribarne.
- Cuba — (1926-1959), Camilo Cienfuegos.
- Cuba — (1926-2016), Fidel Castro Ruz.
- España — (1926- 2008), Leopoldo Calvo-Sotelo.
- Argelia — (1927-1978), Huari Bumedián.
- Argentina — (1928-1967), Ernesto Che Guevara.
- Egipto — (1928-2020), Muhammad Hosni Mubarak.
- Marruecos — (1929-1999), Hassan II de Marruecos.
- España/Cataluña — (1930-¿?), Jordi Pujol.
- España — (1932-2014), Adolfo Suárez González.
- España — (1938-¿?), Juan Carlos I.
- España — (1942-¿?), Felipe González Márquez.
- Arabia Saudita — (1964-1975), Faisal bin Abdelaziz.
- Arabia Saudita — (1975-1982), Jalid bin Abdelaziz.
- Arabia Saudita — (1923-2005), Fahd bin Abdelaziz.